# Kalidou Koulibaly
Kalidou Koulibaly (sinh ngày 20 tháng 9 năm 1991) là một cầu thủ bóng đá chuyên nghiệp người Senegal thi đấu ở vị trí trung vệ cho câu lạc bộ Al Hilal tại Saudi Professional League và đội trưởng của đội tuyển quốc gia Sénégal.
Vì Koulibaly được sinh ra ở Saint-Dié-des-Vosges, Pháp và cha mẹ là người Sénégal nên anh đủ điều kiện để đại diện cho một trong hai quốc gia ở cấp độ quốc tế. Ban đầu anh chơi cho đội tuyển U20 Pháp. Nhưng sau đó, anh có lần đầu tiên ra mắt đội tuyển bóng đá quốc gia Sénégal vào năm 2015 và là thành viên của Senegal tham dự CAN 2017. Anh đã được gọi tên trong danh sách cầu thủ đại diện cho Senegal thi đấu tại World Cup 2018, giải đấu mà anh đã góp mặt ở cả ba trận vòng bảng trước Colombia, Nhật Bản và Ba Lan. Chung cuộc Sénégal rời giải với vị trí thứ 3 vòng đấu bảng, không lặp lại thành tích như World Cup 2002. Anh tiếp tục có tên trong danh sách đội tuyển Sénégal tham dự cúp bóng đá châu Phi 2019 và cúp bóng đá châu Phi 2021, trong đó giải đấu 2021 là giải đấu mà Sénégal lọt vào trận chung kết, vượt qua Ai Cập ở loạt sút luân lưu và giành chức vô địch.

## Thống kê sự nghiệp

### Câu lạc bộ
Tính đến 14 tháng 8 năm 2022
| Câu lạc bộ          | Mùa giải            | Giải đấu            | Giải đấu | Giải đấu | Cúp quốc gia | Cúp quốc gia | Cúp liên đoàn | Cúp liên đoàn | Châu Âu | Châu Âu | Khác | Khác | Tổng cộng | Tổng cộng |
| Câu lạc bộ          | Mùa giải            | Hạng                | Trận     | Bàn      | Trận         | Bàn          | Trận          | Bàn           | Trận    | Bàn     | Trận | Bàn  | Trận      | Bàn       |
| ------------------- | ------------------- | ------------------- | -------- | -------- | ------------ | ------------ | ------------- | ------------- | ------- | ------- | ---- | ---- | --------- | --------- |
| Metz II             | 2009–10             | CFA 2               | 16       | 0        | —            | —            | —             | —             | —       | —       | —    | —    | 16        | 0         |
| Metz II             | 2010–11             | CFA                 | 15       | 2        | —            | —            | —             | —             | —       | —       | —    | —    | 15        | 2         |
| Metz II             | Total               | Total               | 31       | 2        | —            | —            | —             | —             | —       | —       | —    | —    | 31        | 2         |
| Metz                | 2010–11             | Ligue 2             | 19       | 1        | 2            | 0            | 0             | 0             | —       | —       | —    | —    | 21        | 1         |
| Metz                | 2011–12             | Ligue 2             | 22       | 0        | 3            | 0            | 0             | 0             | —       | —       | —    | —    | 25        | 0         |
| Metz                | Total               | Total               | 41       | 1        | 5            | 0            | 0             | 0             | —       | —       | —    | —    | 46        | 1         |
| Genk                | 2012–13             | Belgian Pro League  | 31       | 1        | 6            | 0            | —             | —             | 9       | 0       | —    | —    | 46        | 1         |
| Genk                | 2013–14             | Belgian Pro League  | 33       | 2        | 3            | 0            | —             | —             | 9       | 0       | 1    | 0    | 46        | 2         |
| Genk                | Total               | Total               | 64       | 3        | 9            | 0            | —             | —             | 18      | 0       | 1    | 0    | 92        | 3         |
| Napoli              | 2014–15             | Serie A             | 27       | 1        | 2            | 0            | —             | —             | 9       | 0       | 1    | 0    | 39        | 1         |
| Napoli              | 2015–16             | Serie A             | 33       | 0        | 2            | 0            | —             | —             | 7       | 0       | —    | —    | 42        | 0         |
| Napoli              | 2016–17             | Serie A             | 28       | 2        | 2            | 0            | —             | —             | 8       | 0       | —    | —    | 38        | 2         |
| Napoli              | 2017–18             | Serie A             | 35       | 5        | 2            | 0            | —             | —             | 8       | 0       | —    | —    | 45        | 5         |
| Napoli              | 2018–19             | Serie A             | 35       | 2        | 2            | 0            | —             | —             | 11      | 0       | —    | —    | 48        | 2         |
| Napoli              | 2019–20             | Serie A             | 25       | 0        | 2            | 0            | —             | —             | 7       | 0       | —    | —    | 34        | 0         |
| Napoli              | 2020–21             | Serie A             | 26       | 0        | 3            | 1            | —             | —             | 7       | 0       | 1    | 0    | 37        | 1         |
| Napoli              | 2021–22             | Serie A             | 27       | 3        | 0            | 0            | —             | —             | 7       | 0       | —    | —    | 34        | 3         |
| Napoli              | Total               | Total               | 236      | 13       | 15           | 1            | —             | —             | 64      | 0       | 2    | 0    | 317       | 14        |
| Chelsea             | 2022–23             | Premier League      | 23       | 2        | 1            | 0            | 1             | 0             | 7       | 0       | —    | —    | 32        | 2         |
| Tổng cộng sự nghiệp | Tổng cộng sự nghiệp | Tổng cộng sự nghiệp | 395      | 21       | 30           | 1            | 1             | 0             | 89      | 0       | 3    | 0    | 518       | 22        |

### Đội tuyển quốc gia
Tính đến 29 tháng 1 năm 2024
| Đội tuyển quốc gia | Năm  | Trận | Bàn |
| ------------------ | ---- | ---- | --- |
| Senegal            | 2015 | 5    | 0   |
| Senegal            | 2016 | 7    | 0   |
| Senegal            | 2017 | 10   | 0   |
| Senegal            | 2018 | 9    | 0   |
| Senegal            | 2019 | 11   | 0   |
| Senegal            | 2020 | 2    | 0   |
| Senegal            | 2021 | 9    | 0   |
| Senegal            | 2022 | 15   | 1   |
| Senegal            | 2023 | 6    | 0   |
| Senegal            | 2024 | 6    | 0   |
| Tổng               | Tổng | 80   | 1   |

Tính đến ngày 29 tháng 11 năm 2022
Bàn thắng và kết quả của Sénégal được để trước
| # | Ngày                 | Địa điểm                                  | Số trận | Đối thủ | Bàn thắng | Kết quả | Giải đấu            |
| - | -------------------- | ----------------------------------------- | ------- | ------- | --------- | ------- | ------------------- |
| 1 | 29 tháng 11 năm 2022 | Sân vận động Quốc tế Khalifa, Doha, Qatar | 67      | Ecuador | 2–1       | 2–1     | FIFA World Cup 2022 |

## Danh hiệu
Genk
- Cúp quốc gia Bỉ: 2012–13[3]

Napoli
- Coppa Italia: 2019–20
- Supercoppa Italiana: 2014

Đội tuyển quốc gia Sénégal
- Cúp bóng đá châu Phi: 2021